# Карамерген
Карамерген (каз. Қарамерген; от тюркского «чёрный охотник») — крупнейший и самый северный средневековый город земледельческой цивилизации в древней дельте реки Или IX—XIII веков. Ныне представляет собой городище, объект туризма и археологических исследований на территории Балхашского района Алматинской области Казахстана. Входит в список Всемирного наследия ЮНЕСКО в Казахстане.

## Описание
Карамерген расположен недалеко от южного берега озера Балхаш, в низовьях плодородного конуса выноса, некогда орошаемого водами Баканаса — древней дельты реки Или. Возникший в IX веке на прибалхашском отрезке Великого шёлкового пути, Карамерген стал одним из крупнейших городов домонгольского периода в районе Баканаса, значительно превосходящим по размерам расположенный неподалёку Актам. Помимо орошаемого земледелия, важную роль в жизни горожан играли охота в тугайных лесах, где водился даже туранский тигр, а также рыболовство в водах реки Или и озера Балхаш, где обитает балхашский окунь — ценная эндемичная порода. Город получил своё название именно благодаря близлежащим охотничьим угодьям (слова «кара мерген» соответствуют тюркским корням, означающим «чёрный охотник»). Расцвет Карамергена пришёлся на XII — начало XIII веков.
По своей форме городище имеет форму прямоугольника размером 115 х 120 м, углы которого ориентированы по сторонам света. Высота стен достигает трёх метров. По углам расположены округлой формы башни высотой 4,5 метра, выступающие наружу. Северо-восточная и юго-западная стены, в которых обустраивались въезды в город, снабжены двумя дополнительными круглыми башнями высотой 3,5 м. Приблизительно в 20 м к востоку от южной башни находится трапециевидное сооружение, окруженное валом полуметровой высоты. С юго-восточной стороны городища на расстоянии немногим менее 1 км проходит магистральный канал, вода в который поступала из протоки ныне безводной реки Ортасу. 
Как и многие другие города Семиречья, Карамерген был разрушен в ходе монгольских нашествий XIII века, а изменение русла реки в дальнейшем сделало восстановление города нецелесообразным.
Территория городища Карамерген представляет собой прямоугольник размерами 115×120 м, ориентированный по сторонам света. До наших дней сохранились городские стены, достигающие 3 метров в высоту, выступающие по четырём углам круглые башни высотой 4—5 м и городские ворота. Вода из Или поступала в город через систему оросительных каналов.
Несмотря на разрушения и эрозию, остатки саманных поселений и развитой ирригационной системы Карамергена хорошо сохранились до сих пор. Также, на территории городища были найдены останки керамики, которая датируется IX—XIII веками.

## Охранный статус
В 2014 году городище Карамерген включено в список Всемирного наследия ЮНЕСКО в Казахстане вместе с другими объектами Великого шёлкового пути в Чанъань-Тянь-Шанском коридоре.